# FEI Nations Cup 2017 (Dressurreiten)
Der FEI Nations Cup 2017 im Dressurreiten (2017 FEI Nations Cup™ Dressage) war die fünfte Saison des Nations Cups der Dressurreiter.

## Ablauf der Turnierserie
Der Saisonkalender wies wenig Veränderung zum Vorjahr auf: Abschluss der Saison war das britische Nationenpreisturnier Dressage at Hickstead, welches im Vorjahr abgesagt worden war. Mit dem Ende der Turniertradition in Odense wurde das dänische Nationenpreisturnier nach Uggerhalne bei Aalborg verlegt. Ein angedachtes Nationenpreisturnier im Mai in Kiew kam nicht zustande, so dass die Saison sieben Etappen umfasste.
Ausgeschrieben waren die Turniere erneut als CDIO auf 3*-, 4*- oder 5*-Niveau. Das Reglement änderte sich im Vergleich zu 2016 nicht, für die Veranstalter standen drei unterschiedliche Modi für die Nationenpreise zur Auswahl:
- Das Ergebnis des Grand Prix de Dressage (drei oder vier Reiter pro Mannschaft) wurde mit den Ergebnissen aus Grand Prix Spécial (zwei Reiter pro Mannschaft) und Grand Prix Kür (ein oder zwei Reiter pro Mannschaft, nur ein Kürergebnis pro Mannschaft zählt für die Gesamtwertung) addiert,
- Der olympische Mannschaftswettbewerbsmodus: Grand Prix de Dressage und Grand Prix Spécial zählten für den Nationenpreis (nur für CDIO 5* zulässig) oder
- abweichende Ausschreibung (nur außerhalb Europas, Genehmigung durch die FEI erforderlich)

Ausgetragen wurden die Nationenpreisturniere im Zeitraum vom 21. März bis 30. Juli 2017. Die Punktevergabe erfolgte anhand der Platzierung, gestaffelt nach der Kategorie des Turniers (Die siegreiche Mannschaft erhält bei einem CDIO 5* 15 Punkte, bei einem CDIO 3* hingegen 10 Punkte).

## Die Etappen

### 1. Etappe: Vereinigte Staaten
Erneut die einzige nicht-europäische Etappe des Nations Cups war der US-amerikanische Nationenpreis. Das Nationenpreisturnier, ein CDIO 3*, fand zum Auftakt der Saison vom 21. bis 26. März 2017 statt. Austragungsort war Wellington in Florida, es handelte sich hierbei um die 11. Woche der dortigen Dressurturnierserie Global Dressage Festival.
Für den Nationenpreis kam ein besonderes Reglement zum Einsatz: Die Equipen gingen hierbei nicht nur auf Grand Prix-Niveau an den Start. Stattdessen traten die Reiter entweder im Grand Prix de Dressage und im Grand Prix Spécial oder im Prix St. Georges und in der Intermediaire I an. Um den Schwierigkeitsunterschied zu berücksichtigen, wurden die Ergebnisse der Grand Prix-Tour jeweils um einen Faktor von 1,5 Prozent pro Reiter erhöht.
Das Ziel, damit mehr Nationen eine Teilnahme zu ermöglichen, wurde nicht erfüllt. Anders als in den Vorjahren waren nur drei Mannschaften am Start. Jede Equipe hatte dabei mindestens einen Reiter, der in der Grand Prix-Tour antrat. Die Gastgeber bot sogar eine Mannschaft auf, der komplett aus Grand Prix-Startern bestand. Der Sieg ging knapp an Kanada vor den Vereinigten Staaten, Spanien kam abgeschlagen auf den dritten Rang.
|                  | Mannschaft         | Reiter              | Pferde             | Prozent    | Prozent                      | Prozent           | Prozent    | Prozent               | Prozent     | Prozent | Wertungs- punkte |
| Prix St. Georges | Mannschaft         | Reiter              | Pferde             | Grand Prix | 1. Tag (Grand Prix: + 1,5 %) | Inter- mediaire I | GP Spécial | 2. Tag (GPS: + 1,5 %) | Endergebnis |         | Wertungs- punkte |
| ---------------- | ------------------ | ------------------- | ------------------ | ---------- | ---------------------------- | ----------------- | ---------- | --------------------- | ----------- | ------- | ---------------- |
| 1                | Kanada             | Jill Irving         | Degas              | —          | 68,480                       | (69,980)          | —          | 69,588                | 71,088      |         |                  |
| 1                | Kanada             | Megan Lane          | Caravella          | —          | 70,080                       | 71,580            | —          | 70,176                | 71,676      |         |                  |
| 1                | Kanada             | Jaimey Irwin        | Donegal V          | 72,921     | —                            | 72,921            | 69,263     | —                     | (69,263)    |         |                  |
| 1                | Kanada             | Tina Irwin          | Laurencio          | 74,026     | —                            | 74,026            | 73,237     | —                     | 73,237      |         |                  |
| 1                | Kanada             |                     |                    |            |                              | 218,527           |            |                       | 216,001     | 434,528 | 0 (10) a         |
| 2                | Vereinigte Staaten | Shelly Francis      | Doktor             | —          | 68,220                       | 69,720            | —          | 70,451                | 71,951      |         |                  |
| 2                | Vereinigte Staaten | Olivia LaGoy‐Weltz  | Lonoir             | —          | 72,940                       | 74,440            | —          | 71,804                | 73,304      |         |                  |
| 2                | Vereinigte Staaten | Arlène Page         | Woodstock          | —          | DISQ                         | (DISQ)            | —          | —                     | —           |         |                  |
| 2                | Vereinigte Staaten | Lisa Wilcox         | Galant             | —          | 70,560                       | 72,060            | —          | 69,686                | 71,186      |         |                  |
| 2                | Vereinigte Staaten |                     |                    |            |                              | 216,220           |            |                       | 216,441     | 432,661 | 0 (8) a          |
| 3                | Spanien            | Juan Matute Guimon  | Quantico Ymas      | —          | 67,200                       | 68,700            | —          | 68,569                | 70,069      |         |                  |
| 3                | Spanien            | Paula Matute Guimon | Legacys Alminar    | 62,421     | —                            | (62,421)          | 58,263     | —                     | (58,263)    |         |                  |
| 3                | Spanien            | Pablo Gomez Molina  | Furst Fiorano Ymas | 66,132     | —                            | 66,132            | 63,789     | —                     | 63,789      |         |                  |
| 3                | Spanien            | Marta Renilla       | Rhustler           | 64,079     | —                            | 64,079            | 64,921     | —                     | 64,921      |         |                  |
| 3                | Spanien            |                     |                    |            |                              | 198,911           |            |                       | 198,779     | 397,690 | 0 (7) a          |

(Ausgeklammerte Prozentpunkte zählen als Streichergebnis nicht für das Mannschaftsergebnis)
Anmerkung:

### 2. Prüfung: Frankreich
Nach fast zwei Monaten Pause wurde die Nationenpreissaison mit ihrer zweiten Etappe fortgesetzt. Hierbei handelte es sich um das französische Nationenpreisturnier, das wie im Vorjahr in Compiègne durchgeführt wurde. Das CDIO 5*-Turnier fand vom 18. bis 21. Mai 2017 statt.
Sieben Equipen nahmen an der mit rund 25.000 Euro dotierten Nationenpreiswertung teil. Als Modus wurde hier die erste Variante gewählt, bei dem alle drei Prüfungen auf Grand Prix-Niveau für den Nationenpreis zählten. Die Regel, dass beide Ergebnisse aus dem Grand Prix Spécial in die Wertung einer jeden Nation eingehen, ließ Belgien und Frankreich auf die letzten beiden Plätze zurückfallen. Beide Nationen hatten zwei Ergebnisse aus der Grand Prix Kür, doch jeweils einer ihrer Reiter gab im Grand Prix Spécial auf. Mit Vorsprung gewann Großbritannien die Führung vor Schweden und den Niederlanden.
|            | Mannschaft         | Reiter                     | Pferde                    | Prozent    | Prozent | Prozent  | Wertungs- punkte |
| Grand Prix | Mannschaft         | Reiter                     | Pferde                    | GP Spécial | GP Kür  |          | Wertungs- punkte |
| ---------- | ------------------ | -------------------------- | ------------------------- | ---------- | ------- | -------- | ---------------- |
| 1          | Großbritannien     | Hayley Watson-Greaves      | Rubins Nite               | 71,520     | —       | 75,325   |                  |
| 1          | Großbritannien     | Daniel Watson              | Amadeus                   | (68,060)   | —       | (71,175) |                  |
| 1          | Großbritannien     | Spencer Wilton             | Super Nova II             | 75,320     | 78,353  | —        |                  |
| 1          | Großbritannien     | Gareth Hughes              | Don Carissimo             | 70,400     | 70,078  | —        |                  |
| 1          | Großbritannien     |                            |                           | 440,996    | 440,996 | 440,996  | 15               |
| 2          | Schweden           | Tinne Vilhelmson Silfvén   | Paridon Magi              | 73,200     | 71,471  | —        |                  |
| 2          | Schweden           | Malin Rinné                | Scharmeur                 | (67,320)   | —       | (67,320) |                  |
| 2          | Schweden           | Patrik Kittel              | Deja                      | 72,320     | —       | 79,325   |                  |
| 2          | Schweden           | Mads Hendeliowitz          | Jimmy Choo Seq            | 67,760     | 68,882  | —        |                  |
| 2          | Schweden           |                            |                           | 432,958    | 432,958 | 432,958  | 13               |
| 3          | Niederlande        | Patrick van der Meer       | Zippo                     | 71,080     | —       | (73,700) |                  |
| 3          | Niederlande        | Danielle Heijkoop          | Badari                    | (66,260)   | 67,314  | —        |                  |
| 3          | Niederlande        | Jeannette Haazen           | Dabanos                   | 71,260     | —       | 74,700   |                  |
| 3          | Niederlande        | Adelinde Cornelissen       | Aqiedo                    | 72,900     | 72,882  | —        |                  |
| 3          | Niederlande        |                            |                           | 430,136    | 430,136 | 430,136  | 11               |
| 4          | Dänemark           | Malene Kohlschmidt Ebbesen | Mira                      | (68,180)   | —       | (70,875) |                  |
| 4          | Dänemark           | Rikke Svane                | Finckenstein TSF          | 73,160     | —       | 73,775   |                  |
| 4          | Dänemark           | Mai Tofte Olesen           | Rustique                  | 68,240     | 68,275  | —        |                  |
| 4          | Dänemark           | Anders Dahl                | Selten HW                 | 71,000     | 71,000  | —        |                  |
| 4          | Dänemark           |                            |                           | 427,626    | 427,626 | 427,626  | 9                |
| 5          | Vereinigte Staaten | Kathleen Raine             | Breanna                   | 68,120     | 70,471  | —        |                  |
| 5          | Vereinigte Staaten | Shelly Francis             | Danilo                    | 68,520     | —       | 74,475   |                  |
| 5          | Vereinigte Staaten | Arlène Page                | Woodstock                 | 66,860     | 69,431  | —        |                  |
| 5          | Vereinigte Staaten |                            |                           | 417,877    | 417,877 | 417,877  | 7                |
| 6          | Belgien            | Laurence Roos              | Fil Rouge                 | 69,220     | 71,314  | —        |                  |
| 6          | Belgien            | Fanny Verliefden           | Indoctro van de Steenblok | 69,040     | AUFG    | —        |                  |
| 6          | Belgien            | Jorinde Verwimp            | Tiamo                     | 72,000     | —       | 74,425   |                  |
| 6          | Belgien            | Jeroen Devroe              | Eres DL                   | (68,940)   | —       | (72,050) |                  |
| 6          | Belgien            |                            |                           | 355,999    | 355,999 | 355,999  | 6                |
| 7          | Frankreich         | Stephanie Brieussel        | Amorak                    | 67,020     | 67,824  | —        |                  |
| 7          | Frankreich         | Ludovic Henry              | After You                 | 65,220     | —       | (69,600) |                  |
| 7          | Frankreich         | Pierre Volla               | Badina Altena             | 69,560     | —       | 72,500   |                  |
| 7          | Frankreich         | Pauline Vanlandeghem       | Liaison                   | AUSG       | AUFG    | —        |                  |
| 7          | Frankreich         |                            |                           | 342,124    | 342,124 | 342,124  | 5                |

(Ausgeklammerte Prozentpunkte zählen als Streichergebnis nicht für das Mannschaftsergebnis)

### 3. Prüfung: Dänemark
Dänemark, erst im Vorjahr als Veranstalterland zum Nations Cup der Dressurreiter dazugestoßen, bekam einen neuen Veranstaltungsort für sein Nationenpreisturnier. Bislang wurde in Odense neben dem Nationenpreisturnier auch schon seit zehn Jahren ein Dressur-Weltcupturnier von der Firma JBK Horse Show und der Odense Kommune durchgeführt. Nachdem diese Kooperation 2016 endete, wurde für 2017 Uggerhalne in der Aalborg Kommune als Austragungsort des Dressurnationenpreises ausgewählt. Hier beim Uggerhalne Sportsrideklub, wo auch der dänische Dressurreiter Andreas Helgstrand ansässig ist, wurde das CDIO 4* vom 1. bis 5. Juni 2017 ausgerichtet.
Im Nationenpreis mussten alle Reiter im Grand Prix antreten, als zweite Wertungsprüfung stand wahlweise der Grand Prix Spécial (zwei Reiter pro Equipe) und die Grand Prix Kür auf dem Programm. Soweit für eine Equipe vier Reiter an den Start gingen, wurde das schlechtere der Kürergebnisse gestrichen. Es waren vier Equipen am Start. Während Dänemark mit deutlichem Vorsprung gewann, lagen die drei übrigen Mannschaften im Ergebnis dicht beieinander.
|            | Mannschaft         | Reiter                     | Pferde       | Prozent    | Prozent | Prozent  | Wertungs- punkte |
| Grand Prix | Mannschaft         | Reiter                     | Pferde       | GP Spécial | GP Kür  |          | Wertungs- punkte |
| ---------- | ------------------ | -------------------------- | ------------ | ---------- | ------- | -------- | ---------------- |
| 1          | Dänemark           | Charlotte Heering          | Bufranco     | (69,160)   | 70,137  | —        |                  |
| 1          | Dänemark           | Agnete Kirk Thinggaard     | Jojo         | 72,660     | 72,529  | —        |                  |
| 1          | Dänemark           | Daniel Bachmann Andersen   | Zack         | 72,060     | —       | (75,550) |                  |
| 1          | Dänemark           | Anna Kasprzak              | Donnperignon | 74,720     | —       | 77,300   |                  |
| 1          | Dänemark           |                            |              | 439,406    | 439,406 | 439,406  | 12               |
| 2          | Finnland           | Terhi Stegars              | Thai Pee     | (66,720)   | —       | (69,725) |                  |
| 2          | Finnland           | Mikaela Lindh              | Bellissimo L | 67,440     | 66,882  | —        |                  |
| 2          | Finnland           | Stella Hagelstam           | Julitrea     | 67,360     | 68,627  | —        |                  |
| 2          | Finnland           | Henri Ruoste               | Dixiland     | 71,460     | —       | 72,725   |                  |
| 2          | Finnland           |                            |              | 414,494    | 414,494 | 414,494  | 10               |
| 3          | Niederlande        | Margo Timmermans           | Catch Me     | 67,540     | 67,353  | —        |                  |
| 3          | Niederlande        | Lynne Maas                 | Zamora       | 67,420     | —       | (70,875) |                  |
| 3          | Niederlande        | Danielle Heijkoop          | Badari       | (67,180)   | —       | 71,675   |                  |
| 3          | Niederlande        | Katja Gevers               | Thriller     | 70,360     | 69,549  | —        |                  |
| 3          | Niederlande        |                            |              | 413,897    | 413,897 | 413,897  | 9                |
| 4          | Vereinigte Staaten | Mette Rosencrantz          | Marron       | 67,120     | 66,196  | —        |                  |
| 4          | Vereinigte Staaten | Katherine Bateson-Chandler | Alcazar      | 67,420     | —       | (64,225) |                  |
| 4          | Vereinigte Staaten | Shelly Francis             | Danilo       | 69,600     | —       | 72,825   |                  |
| 4          | Vereinigte Staaten | Kathleen Raine             | Breanna      | (66,620)   | 67,059  | —        |                  |
| 4          | Vereinigte Staaten |                            |              | 403,524    | 403,524 | 403,524  | 7                |

(Ausgeklammerte Prozentpunkte zählen als Streichergebnis nicht für das Mannschaftsergebnis)

### 4. Prüfung: Niederlande
Der Austragungsort der Nationenpreise in Dressur- und Springreiten war auch im Jahr 2017 Rotterdam. Der niederländische Dressur-Nationenpreis fand im Rahmen des CHIO Rotterdam vom 22. bis zum 25. Juni 2017 statt und war als CDIO 5* ausgeschrieben.
Auch hier kam die erste Ausschreibungsvariante für Nationenpreise zum Einsatz, bei der sich die Gesamtwertung aus den Ergebnissen des Grand Prix (alle Reiter), Grand Prix Spécial (zwei Reiter pro Mannschaft) und Grand Prix Kür (übrige Mannschaftsreiter) zusammensetzt. 
Abweichend von den anderen Nationenpreisen der Saison diente der Grand Prix hierbei als Qualifikationsprüfung für die Equipen: Nur die besten fünf Mannschaften des Grand Prix konnten weiter am Nationenpreis teilnehmen. Belgien und Frankreich gehörten nicht zum Kreis der besten fünf Mannschaften. Ihre Reiter konnten nur noch an der Grand Prix Kür (Starterzahl auf zehn Reiter begrenzt) oder an einer Trost-Grand Prix-Prüfung teilnehmen.
Mehrere Mannschaften mussten auf eines ihrer Starterpaare verzichten: Bereits vor dem Grand Prix zog die deutsche Reiterin Bernadette Brune zurück, da ihr Pferd Spirit of the Age den Transport und die hohen Temperaturen nicht gut vertragen hatte. Die Vereinigten Staaten gingen noch mit vier Reitern in den Grand Prix. Dort schied jedoch Dawn White-O’Connor aus, da ihr Wallach Legolas (den sie nach den Olympischen Spielen 2016 von Steffen Peters übernommen hatte) nicht klar ging. Ebenso traf es die Niederlande: Während man den Grand Prix noch mit vier Ergebnissen beendet hatte, verlor Madeleine Witte-Vrees Pferd Cennin beim Abreiten vor dem Grand Prix Spécial ein Hufeisen. Sie trat entsprechend in der Prüfung nicht mehr an. Da jedoch zwei Ergebnisse aus dem Grand Prix Spécial für die Nationenpreiswertung erforderlich sind, rutschten die Niederländer auf den letzten Platz zurück.
Der Sieg im Nationenpreis von Rotterdam ging, trotz fehlendem vierten Pferd-Reiter-Paar, mit deutlichem Vorsprung an die Vereinigten Staaten von Amerika. Der zweite Platz ging nach Schweden. Die verbliebene deutsche Equipe, bestehend aus einem Paar mit einem unerfahrenen Pferd (die erst 9-jährige Stute Fine Spirit) und zwei Paaren, die hinter ihren Bestergebnissen zurückblieben (Anabel Balkenhol mit Dablino und Jan-Dirk Gießelmann mit Real Dancer), kam auf den dritten Rang.
|            | Mannschaft         | Reiter                | Pferde         | Prozent    | Prozent | Prozent  | Wertungs- punkte |
| Grand Prix | Mannschaft         | Reiter                | Pferde         | GP Spécial | GP Kür  |          | Wertungs- punkte |
| ---------- | ------------------ | --------------------- | -------------- | ---------- | ------- | -------- | ---------------- |
| 1          | Vereinigte Staaten | Dawn White-O’Connor   | Legolas        | AUSG       | —       | —        |                  |
| 1          | Vereinigte Staaten | Olivia LaGoy‐Weltz    | Lonoir         | 74,580     | 68,078  | —        |                  |
| 1          | Vereinigte Staaten | Kasey Perry-Glass     | Dublet         | 71,560     | 71,784  | —        |                  |
| 1          | Vereinigte Staaten | Laura Graves          | Verdades       | 79,460     | —       | 80,980   |                  |
| 1          | Vereinigte Staaten |                       |                | 446,442    | 446,442 | 446,442  | 15               |
| 2          | Schweden           | Mads Hendeliowitz     | Jimmy Choo Seq | (68,180)   | —       | (70,500) |                  |
| 2          | Schweden           | Juliette Ramel        | Buriel         | 68,680     | 69,117  | —        |                  |
| 2          | Schweden           | Rose Mathisen         | Zuidenwind     | 69,900     | —       | 73,675   |                  |
| 2          | Schweden           | Therese Nilshagen     | Dante Weltino  | 73,820     | 71,843  | —        |                  |
| 2          | Schweden           |                       |                | 427,035    | 427,035 | 427,035  | 13               |
| 3          | Deutschland        | Hartwig Burfeind      | Fine Spirit    | 66,780     | 68,470  | —        |                  |
| 3          | Deutschland        | Jan-Dirk Gießelmann   | Real Dancer    | 69,060     | —       | 70,575   |                  |
| 3          | Deutschland        | Anabel Balkenhol      | Dablino        | 70,460     | 68,686  | —        |                  |
| 3          | Deutschland        |                       |                | 414,031    |         |          | 11               |
| 4          | Großbritannien     | Daniel Watson         | Amadeus        | 67,340     | —       | (67,900) |                  |
| 4          | Großbritannien     | Susan Pape            | Don Noblesse   | 66,400     | 68,666  | —        |                  |
| 4          | Großbritannien     | Laura Tomlinson       | Rosalie B      | (62,540)   | 66,980  | —        |                  |
| 4          | Großbritannien     | Lara Butler           | Rubin Al Asad  | 71,600     | —       | 72,640   |                  |
| 4          | Großbritannien     |                       |                | 413,626    | 413,626 | 413,626  | 9                |
| 5          | Niederlande        | Diederik van Silfhout | Four Seasons   | 72,320     | —       | (72,170) |                  |
| 5          | Niederlande        | Madeleine Witte-Vrees | Cennin         | 75,660     | N.GES.  | —        |                  |
| 5          | Niederlande        | Edward Gal            | Voice          | 73,020     | 75,078  | —        |                  |
| 5          | Niederlande        | Hans Peter Minderhoud | Johnson        | 73,400     | —       | 78,890   |                  |
| 5          | Niederlande        |                       |                | 376,048    | 376,048 | 376,048  | 7                |

(Ausgeklammerte Prozentpunkte zählen als Streichergebnis nicht für das Mannschaftsergebnis)

### 5. Prüfung: Schweden
Zum Abschluss der Saison folgten die Etappen des Nations Cups im Juli 2017 Schlag auf Schlag. Das erste von drei Nationenpreisturnieren an drei aufeinanderfolgenden Wochenenden war die Falsterbo Horse Show. Das schwedische Nationenpreisturnier im Dressurreiten war als CDIO 5* ausgeschrieben. Es wurde in Skanör med Falsterbo vom 13. bis 16. Juli 2017 durchgeführt.
Als Modus wurde auch hier die erste Variante gewählt, jedoch mit der Besonderheit, dass alle Equipen nur aus drei Reitern und ihren Pferden bestehen durften. Somit starteten alle Nationenpreisreiter im Grand Prix, zwei Reiter pro Mannschaft im Grand Prix Spécial und der jeweils dritte Reiter in der Grand Prix Kür. Damit gab es keine Streichergebnisse, alle Resultate gingen in die Mannschaftswertung ein.
Im Nationenpreis gingen vier Mannschaften an den Start. Als fünfte Mannschaft war eine deutsche Equipe vorgesehen. Da jedoch die hierfür nominierte Reiterin Andrea Timpe ein Wochenende zuvor stürzte, kam die Mannschaft nicht zustande. Die Schweden dominierten bereits den Grand Prix, ihre Reiter kamen hier auf die Plätze eins bis drei. In der Grand Prix Kür gewann der Schwede Patrik Kittel mit fast sechs Prozent Vorsprung und auch im Grand Prix Spécial waren die ersten beiden Plätze durch Reiter der Gastgeber besetzt. Die Vereinigten Staaten blieben ohne Ergebnis, da eine ihrer Reiterinnen bereits im Grand Prix ausgeschieden war.
|            | Mannschaft         | Reiter                       | Pferde        | Prozent    | Prozent | Prozent | Wertungs- punkte |
| Grand Prix | Mannschaft         | Reiter                       | Pferde        | GP Spécial | GP Kür  |         | Wertungs- punkte |
| ---------- | ------------------ | ---------------------------- | ------------- | ---------- | ------- | ------- | ---------------- |
| 1          | Schweden           | Rose Mathisen                | Zuidenwind    | 72,840     | 72,431  | —       |                  |
| 1          | Schweden           | Tinne Vilhelmson Silfvén     | Paridon Magi  | 73,040     | 72,686  | —       |                  |
| 1          | Schweden           | Patrik Kittel                | Deja          | 75,100     | —       | 79,375  |                  |
| 1          | Schweden           |                              |               | 445,472    | 445,472 | 445,472 | 15               |
| 2          | Russland           | Larisa Buschina              | Ju Ju         | 63,520     | 63,510  | —       |                  |
| 2          | Russland           | Tatjana Kosterina            | Diavolessa VA | 70,180     | 70,392  | —       |                  |
| 2          | Russland           | Stanislaw Tscherednitschenko | Vosk          | 68,180     | —       | 70,750  |                  |
| 2          | Russland           |                              |               | 406,532    | 406,532 | 406,532 | 13               |
| 3          | Dänemark           | Karin Nissen                 | Eno           | 66,240     | 64,216  | —       |                  |
| 3          | Dänemark           | Allan Uglsø Grøn             | Wasabi OLD    | 68,900     | —       | 66,980  |                  |
| 3          | Dänemark           | Malene Kohlschmidt Ebbesen   | Mira          | 63,820     | —       | 67,950  |                  |
| 3          | Dänemark           |                              |               | 398,106    | 398,106 | 398,106 | 11               |
| 4          | Vereinigte Staaten | Mette Rosencrantz            | Marron        | AUSG       | —       | —       |                  |
| 4          | Vereinigte Staaten | Charlotte Jorst              | Nintendo      | 65,940     | 62,745  | —       |                  |
| 4          | Vereinigte Staaten | Chase Hickok                 | Sagacious     | 70,900     | —       | 73,525  |                  |
| 4          | Vereinigte Staaten |                              |               | —          | —       | —       | 9                |

(Ausgeklammerte Prozentpunkte zählen als Streichergebnis nicht für das Mannschaftsergebnis)

### 6. Prüfung: Deutschland
Vom 18. bis 23. Juli 2017 wurde die zweite Woche des CHIO Aachen ausgerichtet, in deren Rahmen auch der deutsche Dressur-Nationenpreis seinen Platz hat. Die Veranstalter des CDIO 5*-Turnier entschieden sich als einzige in dieser Saison dafür, den zweiten (klassischen) Nationenpreismodus aus Grand Prix und Grand Prix Spécial auszutragen. Die Mannschaften konnten bis zu vier Pferd-Reiter-Paare an den Start bringen, aus beiden Prüfungen gingen jeweils die besten drei Ergebnisse in das Nationenpreisklassement ein. 
Der Grand Prix des CDIO 5* wurde am 20. Juli durchgeführt, der Grand Prix Spécial zwei Tage später. Austragungsort beider Prüfungen war das Deutsche Bank Stadion in Aachen.
Während Großbritannien und die Niederlande nicht ihre stärksten Mannschaften nach Aachen entsandt hatten und weitgehend auf Ergebnisse unterhalb von 70 Prozent kamen (die Niederländer verpassten gar die Qualifikation für den Grand Prix Spécial), lief es im Nationenpreis von Aachen auf einen Zweikampf hinaus: Deutschland trat mit dem Ziel an, abermals seinen Heim-Nationenpreis zu gewinnen, doch fehlten in der Saison 2017 mit Showtime FRH (Dorothee Schneider) und Desperados FRH (Kristina Bröring-Sprehe) zwei ihrer Leistungsträger des Vorjahres. Hauptkonkurrent war die Equipe der Vereinigten Staaten von Amerika, von denen insbesondere Laura Graves mit dem Ziel angetreten war, mit Verdades die Weltranglistenersten Isabell Werth und Weihegold OLD zu schlagen.
Neben den bereits im Vorjahr hier am Start gewesenen Sönke Rothenberger/Cosmo und Isabell Werth/Weihegold OLD gehörten zur deutschen Mannschaft der 11-jährige Sammy Davis Jr., der mit Dorothee Schneider erst im März 2017 seinen ersten internationalen Grand Prix gegangen war (und diesen direkt gewonnen hatte) sowie Hubertus Schmidt mit dem 14-jährigen Imperio. Während Sammy Davis Jr. im Grand Prix mit 74,529 Prozent im Leistungsbereich der letzten Turniere blieb, hatte Hubertus Schmidt Pech: Im ersten starken Trab riss Imperio den Kopf hoch, der gesamte Ritt war nicht so harmonisch wie bei früheren Turnieren. Ergänzt um starke Leistungen von Rothenberger und Werth lag die deutsche Equipe nach dem Grand Prix bereits deutlich in Führung.
Im Grand Prix Spécial kam Isabell Werth und Weihegold OLD erneut auf ein Ergebnis von über 80 Prozent, doch mit einem Fehler in den Zweierwechseln und ein Taktfehler in der Trabverstärkung ließ man Punkte zum Bestergebnis liegen. Diese Chance nutzte Laura Graves aus, an ihrem 30. Geburtstag kam sie mit Verdades auf knapp unter 82 Prozent und holte sich somit den Sieg in der Prüfung. Ebenfalls ein Ergebnis über 80 Prozent strebte Sönke Rothenberger an, doch Cosmo erschrak sich im starken Schritt, in Verbindung mit nicht optimalen Einerwechseln gab dies mit 78,314 Prozent den dritten Platz in der Einzelwertung. Ergänzt um ein Ergebnis von über 75 Prozent von Schneider und Sammy Davis Jr. konnte sich Deutschland im Endergebnis auf dem ersten Platz halten. Hubertus Schmidt stellte auch hier nach einem Verreiten wieder das Streichergebnis, so dass der in der CDI 4*-Tour startenden Helen Langehanenberg mit Damsey FRH der Vorrang bei der Nominierung für die Europameisterschaften gegeben wurde.
|            | Mannschaft         | Reiter                    | Pferde               | Prozent    | Prozent  | Prozent | Wertungs- punkte |
| Grand Prix | Mannschaft         | Reiter                    | Pferde               | GP Spécial | Gesamt   |         | Wertungs- punkte |
| ---------- | ------------------ | ------------------------- | -------------------- | ---------- | -------- | ------- | ---------------- |
| 1          | Deutschland        | Dorothee Schneider        | Sammy Davis Jr.      | 74,529     | 75,216   |         |                  |
| 1          | Deutschland        | Hubertus Schmidt          | Imperio              | (71,371)   | (69,451) |         |                  |
| 1          | Deutschland        | Sönke Rothenberger        | Cosmo                | 78,757     | 78,314   |         |                  |
| 1          | Deutschland        | Isabell Werth             | Weihegold OLD        | 83,171     | 81,059   |         |                  |
| 1          | Deutschland        |                           |                      | 236,457    | 234,589  | 471,046 | 15               |
| 2          | Vereinigte Staaten | Adrienne Lyle             | Salvino              | 71,814     | 73,608   |         |                  |
| 2          | Vereinigte Staaten | Kasey Perry-Glass         | Dublet               | (68,929)   | (71,608) |         |                  |
| 2          | Vereinigte Staaten | Olivia LaGoy‐Weltz        | Lonoir               | 71,514     | 72,118   |         |                  |
| 2          | Vereinigte Staaten | Laura Graves              | Verdades             | 79,514     | 81,824   |         |                  |
| 2          | Vereinigte Staaten |                           |                      | 222,842    | 227,550  | 450,392 | 13               |
| 3          | Schweden           | Malin Nilsson             | Bon-Ami              | 70,557     | 72,294   |         |                  |
| 3          | Schweden           | Juliette Ramel            | Buriel               | (63,229)   | (N.Q.)   |         |                  |
| 3          | Schweden           | Therese Nilshagen         | Dante Weltino OLD    | 71,157     | 74,784   |         |                  |
| 3          | Schweden           | Patrik Kittel             | Delaunay             | 74,686     | 74,157   |         |                  |
| 3          | Schweden           |                           |                      | 216,400    | 221,235  | 437,635 | 11               |
| 4          | Dänemark           | Daniel Bachmann Andersen  | Don Olymbrio         | (68,614)   | (68,275) |         |                  |
| 4          | Dänemark           | Anders Dahl               | Selten               | 68,886     | 69,353   |         |                  |
| 4          | Dänemark           | Agnete Kirk Thinggaard    | Jojo                 | 72,157     | 70,255   |         |                  |
| 4          | Dänemark           | Cathrine Dufour           | Cassidy              | 77,414     | 78,118   |         |                  |
| 4          | Dänemark           |                           |                      | 218,457    | 217,726  | 436,183 | 9                |
| 5          | Spanien            | Cristobal Belmonte Roldán | Diavolo II de Laubry | (67,314)   | (66,294) |         |                  |
| 5          | Spanien            | Jordi Domingo Coll        | Mango Statesman      | 67,643     | 67,922   |         |                  |
| 5          | Spanien            | Claudio Castilla Ruiz     | Alcaide              | 72,557     | 72,588   |         |                  |
| 5          | Spanien            | Severo Jesus Jurado Lopez | Deep Impact          | 73,971     | 71,569   |         |                  |
| 5          | Spanien            |                           |                      | 214,171    | 212,079  | 426,250 | 7                |
| 6          | Großbritannien     | Gillian Davison           | Alfranco             | 68,371     | 64,863   |         |                  |
| 6          | Großbritannien     | Hayley Watson-Greaves     | Rubins Nite          | 69,743     | 69,392   |         |                  |
| 6          | Großbritannien     | Emile Faurie              | Lollipop             | 71,114     | 70,765   |         |                  |
| 6          | Großbritannien     |                           |                      | 209,228    | 205,020  | 414,248 | 6                |

(Ausgeklammerte Prozentpunkte zählen als Streichergebnis nicht für das Mannschaftsergebnis)

### 7. Prüfung: Vereinigtes Königreich
Nachdem das britische Dressur-Nationenpreisturnier Dressage at Hickstead 2015 zeitlich getrennt von der Royal International Horse Show stattgefunden hatte und 2016 komplett ausgefallen war, kehrte es 2017 an seinen angestammten Austragungstermin zurück. Zeitgleich zum Nationenpreisturnier der Springreiter wurde vom 27. bis 30. Juli 2017 bei Dressage at Hickstead die letzte Etappe des Nations Cups der Dressurreiter durchgeführt. 
Das in Hickstead ausgerichtete Turnier war als CDIO 3* ausgeschrieben. Die Veranstalter entschieden sich, die erste der drei Ausschreibungsvarianten für den Nationenpreis zu wählen, so dass sich das Nationenpreisergebnis aus den Resultaten des Grand Prix (drei bzw. vier Reiter je Equipe), Grand Prix Spécial (je zwei Mannschaftsreiter) sowie Grand Prix Kür zusammensetzte.
Nach dem Grand Prix lag Frankreich klar in Führung. Als einzige Mannschaft waren ihre drei zählenden Reiter auf über 70 Prozent gekommen. Zudem gelang es Pierre Volla als einzigem Reiter, im Grand Prix ein Ergebnis von über 72 Prozent zu erzielen. Dies schien sich auch im zweiten Teil des Nationenpreises fortzusetzen, im Grand Prix Spécial am Turniersamstag kam Frankreich ebenso auf die besten Ergebnisse. Doch in der Grand Prix Kür am Sonntag lieferte der Niederländer Jean-René Luijmes das klar beste Ergebnis der Mannschaftsreiter ab. Frankreichs bester Mannschaftsreiter in der Kür, Ludovic Henry, kam auf ein fast drei Prozent niedrigeres Ergebnis. Doch in der Addition des Gesamtergebnisses reichte es für den Sieg Frankreichs, die Niederlande kamen mit 0,728 Prozent Rückstand auf den zweiten Rang.
|            | Mannschaft         | Reiter                     | Pferde             | Prozent    | Prozent | Prozent  | Wertungs- punkte |
| Grand Prix | Mannschaft         | Reiter                     | Pferde             | GP Spécial | GP Kür  |          | Wertungs- punkte |
| ---------- | ------------------ | -------------------------- | ------------------ | ---------- | ------- | -------- | ---------------- |
| 1          | Frankreich         | Nicole Favereau            | Ginsengue          | (68,380)   | —       | (69,600) |                  |
| 1          | Frankreich         | Ludovic Henry              | After You          | 70,120     | —       | 70,230   |                  |
| 1          | Frankreich         | Arnaud Serre               | Ultrablue de Massa | 70,820     | 69,843  | —        |                  |
| 1          | Frankreich         | Pierre Volla               | Badinda Altena     | 72,700     | 71,098  | —        |                  |
| 1          | Frankreich         |                            |                    | 424,811    | 424,811 | 424,811  | 15               |
| 2          | Niederlande        | Katja Gevers               | Thriller           | 70,900     | —       | (70,215) |                  |
| 2          | Niederlande        | Jean-René Luijmes          | Aswin              | 70,160     | —       | 73,040   |                  |
| 2          | Niederlande        | Stephanie Beek-Peters      | Bernardau          | 69,580     | 69,706  | —        |                  |
| 2          | Niederlande        | Stephanie de Frel          | Beach Boy          | (69,520)   | 70,667  | —        |                  |
| 2          | Niederlande        |                            |                    | 424,053    | 424,053 | 424,053  | 13               |
| 3          | Vereinigte Staaten | Susan Dutta                | Currency           | (63,640)   | —       | (66,625) |                  |
| 3          | Vereinigte Staaten | Katherine Bateson-Chandler | Alcazar            | 69,320     | 69,412  | —        |                  |
| 3          | Vereinigte Staaten | Charlotte Jorst            | Nintendo           | 70,880     | —       | 69,825   |                  |
| 3          | Vereinigte Staaten | Chase Hickok               | Sagacious          | 71,640     | 70,843  | —        |                  |
| 3          | Vereinigte Staaten |                            |                    | 421,920    | 421,920 | 421,920  | 11               |
| 4          | Großbritannien     | Becky Moody                | Carinsio           | 69,680     | 70,863  | —        |                  |
| 4          | Großbritannien     | Emma Hindle                | Romy del Sol       | 70,700     | 69,627  | —        |                  |
| 4          | Großbritannien     | Anna Louise Ross           | Wydny              | 69,100     | —       | (65,895) |                  |
| 4          | Großbritannien     | Vicki Thompson Winfield    | Mango Jacaro       | (66,040)   | —       | 68,420   |                  |
| 4          | Großbritannien     |                            |                    | 418,391    | 418,391 | 418,391  | 9                |

(Ausgeklammerte Prozentpunkte zählen als Streichergebnis nicht für das Mannschaftsergebnis)

## Gesamtwertung
Pro Nation gingen nur maximal die vier höchsten Wertungspunkte in die Gesamtwertung ein. Von dieser Regelung waren nur die Vereinigten Staaten betroffen, die als einzige Nation an allen Nationenpreisen teilnahm. Mit 52 Wertungspunkten aus vier Nationenpreisen gewann Schweden klar die Gesamtwertung der Nationenpreisserie 2017.
|    |                    | USA | FRA | DEN | NED | SWE | GER | GBR | Wertungs- punkte |
| -- | ------------------ | --- | --- | --- | --- | --- | --- | --- | ---------------- |
| 1  | Schweden           | —   | 13  | —   | 13  | 15  | 11  | —   | 52               |
| 2  | Vereinigte Staaten | /   | (7) | 7   | 15  | 9   | 13  | (7) | 44               |
| 3  | Dänemark           | —   | 9   | 12  | —   | 11  | 9   | —   | 41               |
| 4  | Großbritannien     | —   | 15  | —   | 9   | —   | 6   | 6   | 36               |
| 5  | Niederlande        | —   | 11  | 9   | 7   | —   | —   | 8   | 35               |
| 6  | Deutschland        | —   | —   | —   | 11  | —   | 15  | —   | 26               |
| 7  | Frankreich         | —   | 5   | —   | —   | —   | —   | 10  | 15               |
| 8  | Russland           | —   | —   | —   | —   | 13  | —   | —   | 13               |
| 9  | Finnland           | —   | —   | 10  | —   | —   | —   | —   | 10               |
| 10 | Spanien            | —   | —   | —   | —   | —   | 7   | —   | 7                |
| 11 | Belgien            | —   | 6   | —   | —   | —   | —   | —   | 6                |